# プラープダー・ユン
プラープダー・ユン（タイ語: ปราบดา หยุ่น、1973年8月2日 - ）は、タイ王国の小説家、グラフィックデザイナー、映画脚本家である。2002年に東南アジア文学賞受賞。

## 略歴
1973年8月2日 バンコクでネーション・マルチメディア・グループの経営者、編集者でもあるスッティチャイ・ユンと、雑誌『ララナー』（ลลนา）の編集長をしていたナンタワン・ユン（นันทวัน หยุ่น） の息子として生まれる。幼名はクン（คุ่น）。テープシリン中学校（โรงเรียนเทพศิรินทร์）卒業後に渡米し、1997年にニューヨークのクーパー・ユニオン芸術学部（Cooper Union School of Art）を卒業。1998年、タイ王国軍の兵役に就くためにタイに戻るまで、ニューヨークマンハッタンでグラフィックデザイナーとして仕事をしていた。兵役終了後、プラープダーは様々な雑誌で短編やコラムを書き始める。その頃から短編集、エッセイ集、小説などを出版し始めている。テレビ番組の脚本も行い、タイの絹織物商ジム・トンプソン失踪に関するストーリーの「絹の結び目（ปมไหม：Silk Knot） 」を製作。また映画脚本も書いており、ペンエーグ・ラッタナルアーン監督による『地球で最後のふたり』（2003）、『インビジブル・ウェーブ』（2006）も手がけた。2002年、29歳の時に『存在のあり得た可能性』で東南アジア文学賞を受賞した。2004年には、タイ政府文化省芸術局の依頼により、スマトラ沖地震に関する作品を作成。同年に出版社タイフーン・ブックスを設立した。2003年から2007年まで雑誌『EYESCREAM』にてエッセイを連載。2008年5月より『エスクァイア』誌でエッセイを連載中。日本の文化への造詣も深く、たびたび日本を訪問している。

## 日本語訳作品

### 小説
単行本
- 『地球で最後のふたり』（吉岡憲彦訳） ソニーマガジンズ 2004年 ISBN 9784789722803
- 『鏡の中を数える』（宇戸清治訳） タイフーン・ブックス・ジャパン　2007年　ISBN 9784990362102
  - バーラミー （『新潮』2005年1月号掲載）
  - 存在のあり得た可能性 （『新潮』2004年3月号掲載）
  - あゆみは独り言を言ったことはない
  - 重複する出来事
  - トンチャイの見方
  - 肉の眼で
  - オタッキーな家族
  - 消滅記念日
  - リビングの中の乳房
  - スペースを空けて書く人
  - 母さん、雪をあげる
  - マルットは海を見つめる.
- 『パンダ』（宇戸清治訳） 東京外国語大学出版会　2011年　ISBN 9784904575123

雑誌掲載
- パレイドリアの日々 （宇戸清治訳） 『文藝』2012年春季号（2012年1月）掲載
- 月の国の神と悪魔 （宇戸清治訳） 『早稲田文学』5号（2012年9月）掲載

### エッセイ
- 『座右の日本』（吉岡憲彦訳） タイフーン・ブックス・ジャパン　2007年 ISBN 9784990362126
- 『新しい目の旅立ち』（福冨渉訳） ゲンロン叢書、2020年 ISBN 9784907188344

## 作品

### 短編
- 『直角の都市』（2000）（เมืองมุมฉาก、 2543）ISBN 9748763862
- 『存在のあり得た可能性』（2000） （ความน่าจะเป็น、 2543）
- 『目の中の洪水』（2001）（อุทกภัยในดวงตา、 2544）  ISBN 9747754142
- 「動く部分」 （2001） （ส่วนที่เคลื่อนไหว、 2544） ISBN 9748855473
- 「本当に起こったこと」（2002） （เรื่องนี้เกิดขึ้นจริง、 2545） ISBN 9749136683
- 「山の斜面への激突」（2004）（กระทบไหล่เขา、 2547） ISBN 974054259X
- 「死者の掃除」（2005）（ความสะอาดของผู้ตาย、 2548） ISBN 9749702271
- 「原始の星」（2011）（ดาวดึกดำบรรพ์、 2554） ISBN 9786167144061

### 中編単行本
- 「崩れる光」（2009）（แสงสลาย、 2552）ISBN 9786167304007
- 『パレイドリアの日々』（2012）（พาไรโดเลียรำลึก、 2555）ISBN 9786167144177

### 小説
- 『Chit-tak!』（2002）（ชิทแตก!、 2545） ISBN 9786167144320
- 『パンダ』（2004）（แพนด้า、 2547） ISBN 9786167144313
- 「降り続く雨」（2005） （ฝนตกตลอดเวลา、 2548） ISBN  9786167144245
- 「雪の下」（2006） （นอนใต้ละอองหนาว、 2549） ISBN 9786167144504

### エッセイ集・散文集
- 『動かない映像』 （2001） （ภาพไม่นิ่ง、 2544） ISBN 9748840247
- 「椰子殻に入れる水」（2002） （น้ำใส่กะโหลก、 2545） ISBN 9744751320
- 「読んではいけない。」（2002）（อย่าอ่านเลย ก็แล้วกัน、 2545） ISBN 9749027353
- 「存在：文章の中の呼吸についての書き物」（2003） （เป็น: เรียงความว่าด้วยลมหายใจในตัวหนังสือ、　2546） ISBN 9749129490
- 「空想の場所」（2005）（สมมุติสถาน、 2548） ISBN 9749291875
- 「（OPEN）ゼロページ」（2006）（（เปิดไป） หน้าศูนย์、　2549） ISBN 9749389387
- 「目を打つ話」（2006）（เรื่องตบตา、 2549） ISBN 9748813770
- 「日本にあてて（座右の日本）」（2007）（เขียนถึงญี่ปุ่น、 2550） ISBN 9747525399
- 「涙を流す音楽」（2008）（ดนตรีที่มีน้ำตา、 2551） ISBN 9789742363208
- 『平行線上における存在のあり得た可能性　第1巻』（ウィン・リョウワーリン共著） 2002年 （ความน่าจะเป็นบนเส้นขนาน 1） （กับ วินทร์ เลียววาริณ） （2545） ISBN 974823343X
- 『平行線上における存在のあり得た可能性　第2巻』（ウィン・リョウワーリン共著） 2004年 （ความน่าจะเป็นบนเส้นขนาน 2） （กับ วินทร์ เลียววาริณ） （2547） ISBN 9748233448
- 『平行線上における存在のあり得た可能性　第3巻』（ウィン・リョウワーリン共著） 2005年 （ความน่าจะเป็นบนเส้นขนาน 3） （กับ วินทร์ เลียววาริณ） （2548）  ISBN 9749286375
- 『平行線上における存在のあり得た可能性　第4巻』（ウィン・リョウワーリン共著） 2006年 （ความน่าจะเป็นบนเส้นขนาน 4） （กับ วินทร์ เลียววาริณ） （2549） ISBN 9749414837
- 『平行線上における存在のあり得た可能性　第5巻』（ウィン・リョウワーリン共著） 2007年 （ความน่าจะเป็นบนเส้นขนาน 5） （กับ วินทร์ เลียววาริณ） （2550） ISBN 9748233081
- 『平行線上における存在のあり得た可能性　第6巻』（ウィン・リョウワーリン共著） 2008年 （ความน่าจะเป็นบนเส้นขนาน 6） （กับ วินทร์ เลียววาริณ） （2551） ISBN 9748233324
- 『平行線上における存在のあり得た可能性　第7巻』（ウィン・リョウワーリン共著） 2009年 （ความน่าจะเป็นบนเส้นขนาน 7） （กับ วินทร์ เลียววาริณ） （2552） ISBN 9748233707

### 映画
- 映画脚本 『地球で最後のふたり』（เรื่องรัก น้อยนิด มหาศาล、 2003）（英題:Last Life in the Universe） 配給 クロックワークス　監督　ペンエーグ・ラッタナルアーン
- 映画脚本 『インビジブル・ウェーブ』（คำพิพากษาของมหาสมุทร、 2006）（英題:Invisible Waves） 監督　ペンエーグ・ラッタナルアーン

### 翻訳業績
- アーサー・ブラッドフォード『ドッグウォーカー（Dogwalker）』[2002] （2003）（คนหัวหมา ISBN 9789749132005）
- J・D・サリンジャー 『ライ麦畑でつかまえて』[1951]（2009） （จะเป็นผู้คอยรับไว้ไม่ให้ใครร่วงหล่น ISBN 9786169200154）
- カレル・チャペック『ロボット（R.U.R.）』[1921] （2010）（ห.ส.ร. หุ่นยนต์สากลราวี ISBN 9786167144023）
- アントニイ・バージェス『時計じかけのオレンジ（A Clockwork Orange）』[1962] （2011）（คนไขลาน ISBN 9786169007647）

（*原題もしくは確定した訳題のあるものは『』、仮に訳出した題は「」とする。）

## 音楽活動
- 音楽ユニット『BUAHIMA』　（2003年結成）
  - 2003年『CHIT-TAK!』（同名小説に対するサウンドトラック、『Buahima / Chit-tak !』 日本盤　2005年）JAN 4540957006855
- 音楽ユニット『TYPHOON BAND』　（2008年結成）
  - 2008年ファーストアルバム「Naming Of A Storm」

## グラフィック・アート
- プラープダー・ユン絵画展『SEA DIFFERENTLY』（初個展）2005年4月7日-19日 神戸
- プラープダー・ユン展『Empty Monsters』 2007年6月25日～7月21日 仙台、7月9日～7月18日 東京